# Mustafa Džemilev
Mustafa Džemilev (krymskotatarsky: Mustafa Abdülcemil Cemilev; * 13. listopadu 1943, Krym, Sovětský svaz) je bývalý sovětský disident a jeden z vůdců Krymských Tatarů. V letech 1991 až 2013 byl předsedou Medžlisu Krymských Tatarů, od roku 1998 je nepřetržitě poslancem ukrajinského parlamentu.
V lednu 2016 na něj vydala Státní rada republiky Krym zatykač, ale ruské úřady nezveřejnily informace o důvodech obvinění.

## Vyznamenání a ocenění
- Řád knížete Jaroslava Moudrého V. třídy – Ukrajina, 21. srpna 2001 – udělil prezident Leonid Kučma za významný osobní přínos k sociálněekonomickému a kulturnímu rozvoji Ukrajiny, za významné pracovní úspěchy a při příležitosti 10. výročí nezávislosti Ukrajiny[2]
- Řád knížete Jaroslava Moudrého IV. třídy – Ukrajina, 21. listopadu 2003 – udělil prezident Leonid Kučma za vynikající osobní zásluhy pro Ukrajinu při budování státu, rozvoji mezinárodních vztahů a při příležitosti jeho 60. narozenin[3]
- Řád republiky – Turecko, 14. dubna 2014 – udělil prezident Abdullah Gül[4]
- rytíř Řád za zásluhy Litvy – Litva, 3. července 2015 – udělila prezidentka Dalia Grybauskaitė[5]
- Řád svobody – Ukrajina, 23. srpna 2018 – udělil prezident Petro Porošenko za významný osobní přínos pro budování státu, socioekonomický, vědecký, technický, kulturní a vzdělávací rozvoj Ukrajiny a za významné pracovní úspěchy a vysokou profesionalitu[6]

- Nansenova cena – 1998[7]
- Medaile Za zásluhy I. stupně (2024), za zásluhy o stát v oblasti bezpečnosti státu a občanů